# سادک (استان پودلاسکی)
سادک (به لهستانی:  Sadek) یک روستا در لهستان است که در گمینا دانبرووا بیاووستوتسکا واقع شده‌است.